# Campanula velebitica
Campanula velebitica är en klockväxtart som beskrevs av Vincze von Borbás. Campanula velebitica ingår i släktet blåklockor, och familjen klockväxter. Inga underarter finns listade i Catalogue of Life.